# Оливник золотохвостий
Оли́вник золотохвостий (Hypsipetes affinis) — вид горобцеподібних птахів родини бюльбюлевих (Pycnonotidae). Ендемік Молуккських островів в Індонезії.

## Підвиди
Виділяють два підвиди:
- H. a. affinis (Hombron & Jacquinot, 1841) — острів Серам;
- H. a. flavicaudus (Bonaparte, 1850) — острів Амбон.

Північні і буруйські оливники раніше вважалися конспецифічними із золотохвостим оливником.

## Поширення і екологія
Золотохвості оливники живуть в тропічних лісах і садах на островах Серам і Амбон.